# KS Pétanque Szczecin
Szczeciński Klub Pétanque – klub petanki powstały w Szczecinie, członek Polskiej Federacji Pétanque.

## Sukcesy
- Mistrzostwa Polski Dubletów Kobiet 2023[2]
- Mistrzostwa Polski Dubletów Kobiet 2024[3]